# Safo
Safo (en grec antic: Σαπφώ, i en eòlic Ψάπφω; llatí: Sappho; Mitilene, Lesbos, ca. 650 aC/630 aC-Lèucada, 580 aC/570 aC) va ser una poetessa lírica grega que va viure entre el segle vii aC i el segle vi aC. Era nadiua de Lesbos, una illa de la mar Egea, i per aquest motiu també és coneguda com a Safo de Lesbos. A l'antiguitat formà part del cànon dels nou poetes lírics; en concret, Safo conreà el camp de la lírica monòdica.
La seva font d'ingressos principal va ser la composició de cançons per a ser cantades als casaments. Va escriure almenys nou llibres d'odes però només se'n conserva una oda completa i fragments d'altres obres. D'un estil senzill i clar, descriu una passió amorosa física i intimista adreçada a les dones del seu grup o als déus, en particular a Afrodita. Presentà el desig com una potència irracional poderosa i exposà les oscil·lacions de l'ànim i la supremacia de la bellesa i el sentiment.
La seva fama va ser enorme, ja en el seu temps, la seva obra va ser admirada per Aristòtil i Sòcrates, i Plató la considerà com una musa més. De l'illa on va néixer, en deriva la paraula lesbianisme i del seu nom el sinònim safisme.

## Biografia
La vida de la poetessa ens resulta, avui dia, desconeguda quasi completament. Ja a l'Antiguitat foren nombrosos els autors que van servir-se de les interpretacions de la seva obra i fins i tot van recórrer a la imaginació per idear-ne una biografia. Aquest és el motiu pel qual hi ha tants testimonis que presenten dades incoherents o, fins i tot, contradictòries sobre la seva vida, tots ells per tradició indirecta o en papirs. Segons aquesta mateixa tradició biogràfica (com al lèxic de la Suda, s.v. Σαπφώ), el seu pare bé podria ser un tal Simó, Camó, Eumenos, Eerigi, Semos, Etarc, Ecritos o Escamanòndrim, l'últim dels quals és el més citat. Segurament tingué una filla anomenada Cleis, que, curiosament, té el mateix nom que la seva suposada mare, i tres germans, a dos dels quals fa referència en alguns dels seus poemes: Càrax, Làric i Eurigí. També s'ha transmès el nom del seu marit, un tal Cèrciles d'Andros, que segurament no és més que un joc de paraules còmic format a partir de κέρκος, ‘cua’ i el nom de l'illa d'Andros (ἀνδρός), genitiu d’ἀνήρ, ‘home’.
No obstant això, sabem del cert que residí quasi sempre a l'illa de Lesbos, i que fou contemporània d'Alceu, al qual és possible que conegués. Va passar un temps d'exili a Sicília per escapar d'un perill desconegut (vers 604 aC), d'on tornà el 581 aC. Es diu que es va suïcidar desesperada pel seu amor no correspost envers el jove Faó, després de llançar-se daltabaix de la Roca Lèucada.
Des del segle xv i encara fins avui dia els lectors i estudiosos de Safo han volgut explicar el contingut de la seva poesia, i sobretot els passatges homoeròtics, per la mena de relació que tenia amb les noies de què parla. Les propostes han estat molt nombroses. A finals del segle xix el filòleg alemany Ulrich Wilamowitz va proposar una teoria que ha prevalgut durant molt de temps, segons la qual Safo era una mena d'institutriu de noies aristòcrates. També s'ha considerat que fos una mena de sacerdotessa, a càrrec d'un thíasos (una mena d'agrupació religiosa) exclusivament femení, o directora d'un cor, teoria que es veuria reafirmada pels himnes dedicats a divinitats que es compten entre els seus poemes.

## Obra
Jaume Pòrtulas, en el seu article "Safo nova i novíssima" (pg. 92), diu:
"Com els altres poetes del seu temps, Safo componia versos per cantar-los ella mateixa (o perquè fossin cantats per un cor), en determinades ocasions de naturalesa més o menys privada, però, en qualsevol cas, col·lectives. Probablement no els va aplegar mai en un recull. Força segles més tard, els filòlegs d'Alexandria van recollir i editar aquells versos: ells són els iniciadors del procés que ha fet que els moderns llegim «com a poesia» (en el nostre sentit del terme) allò que, inicialment, era cançó (melos, song)."
Els seus poemes es recitaven i coneixien a l'Atenes del segle v aC. Més tard, a Roma, els poetes llatins lloen els seus poemes. Allà hi havia busts de la poeta (cf. el discurs de Ciceró contra Verres, acusat de robar un bust de Safo). Ha estat probablement la poeta més traduïda i més imitada de l'antiguitat clàssica.
		 
Safo i el seu compatriota Alceu són considerats els poetes més excel·lents de la poesia lírica grega arcaica, de la qual Terpandre i Aríon són precedents. Són, a més, els únics representants d'una producció literària lèsbica. De la seva obra, que pel que sembla constava de nou llibres d'extensió variada, s'han conservat també exemples de lírica popular en alguns epitalamis, cants nupcials -adaptacions de cançons populars pròpies dels amics del nuvi i de la núvia que s'improvisaven en els casaments. Aquestes cançons es diferenciaven de la resta dels seus poemes, més intimistes i cultes, per als quals va crear un ritme propi i una mètrica nova, que va passar a denominar-se estrofa sàfica.
Safo parla en els seus poemes de la passió amorosa que s'apodera de l'ésser humà i que es manifesta en diverses formes, com la gelosia, el desig o una intangible nostàlgia. Exemple d'això es troba en l'Himne en honor d'Afrodita, l'únic poema que ens ha arribat complet de tota la seva obra. Podria considerar-se com una oració, una súplica dirigida a la dea de l'amor per aconseguir la seva ajuda i aconseguir així l'amor de la seva enamorada. Sembla que no és la primera vegada que Safo invocava la dea per a això mateix; en el poema, Afrodita parla directament a Safo i li pregunta pels motius pels quals ha encès la flama de nou. La descripció de la dea baixant del cel amb el seu carro envoltada d'ocells alegres, somrient, respon a una de les imatges més evocadores de la dea.
La seva poesia va servir de font d'inspiració a poetes, com els llatins Catul i Horaci. A partir de l'època alexandrina, es va intentar conservar la seva obra i descobrir-ne noves parts. El 2004, van ser trobats nous fragments de Safo,
que amplien i en milloren substancialment un dels que ja s'existien. En aquest nou fragment ampliat, Safo es lamenta del pas del temps i plasma de manera magistral els efectes de la vellesa al seu cos i caràcter, utilitzant el mite de Titó, l'enamorat d'Eos, l'Aurora, la dea de dits rosats, que va demanar als déus que convertissin Titó en immortal, però oblidant demanar per a ell l'eterna joventut. A conseqüència d'això, Titó és l'etern vell, no es mor mai, però sempre es va fent més vell. Es tracta d'un símil amb el qual Safo s'identifica, ja que, en la seva qualitat d'educadora, es veu com Titó davant les seves alumnes, sempre de la mateixa edat, sempre immortals d'alguna forma.
Els seus poemes més coneguts són gairebé tots els que ens han arribat, lamentablement de manera fragmentària, per via indirecta, és a dir, gràcies al testimoni d'altres autors que els esmenten. Un d'entre aquests, és un en què descriu el que podrien considerar-se "símptomes de la malaltia de l'enamorament", aplicable a tot enamorat, del qual es compta amb una destacable versió del poeta llatí Gai Valeri Catul, i el fragment en el qual diu que no hi ha al món res més meravellós que l'ésser a qui un estima.
Safo ha adquirit el nom de “la desena musa” dins del món de la poesia. De la seva producció literària, són pocs els fragments que han pogut perviure; entre aquests, l'“Himne en honor d'Afrodita”. El 2014, es van trobar dos nous poemes de l'autora.

## Transcendència

### A l'antiguitat

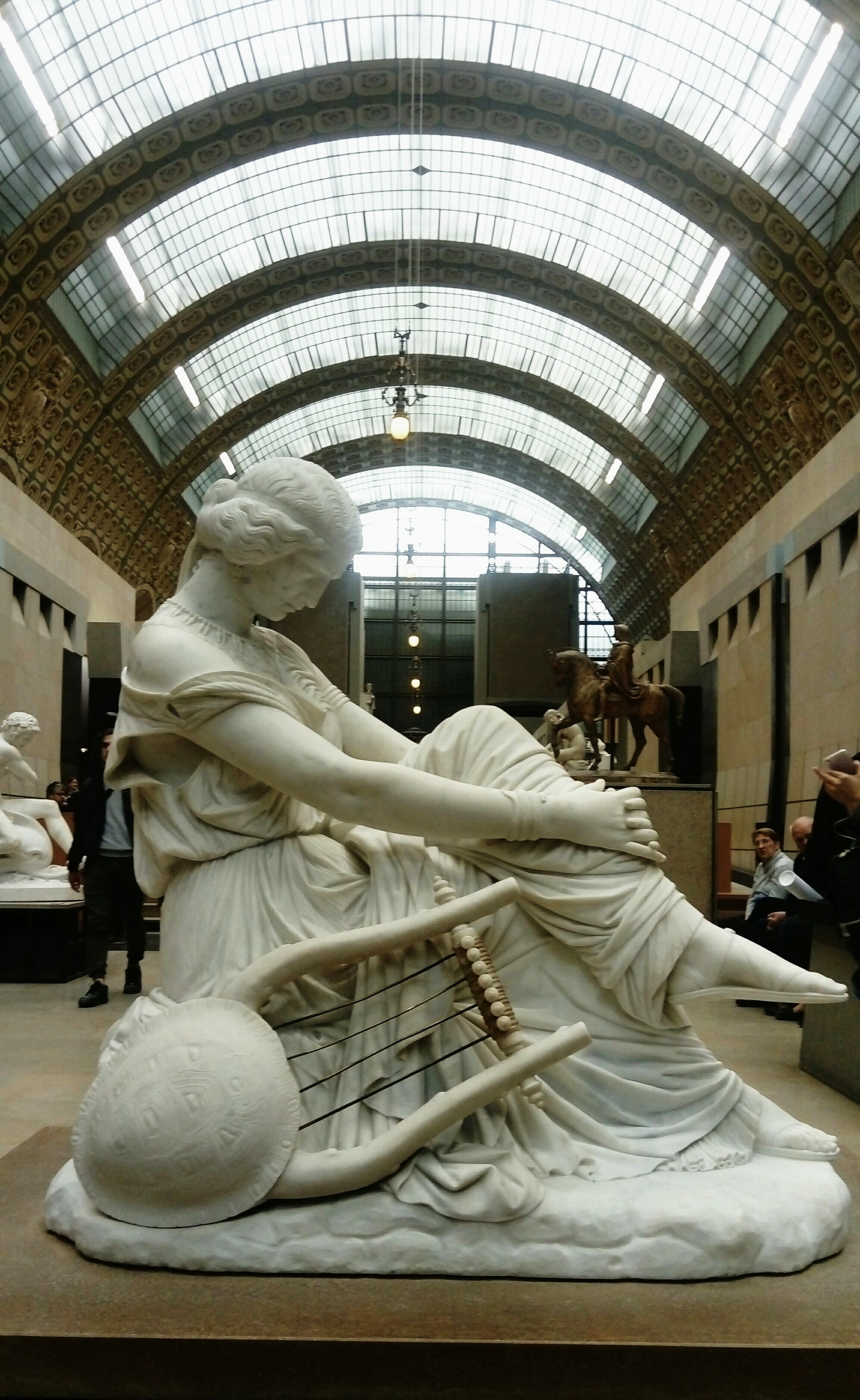
Safo de James Pradier exposada al Museu d'Orsay.

Els seus poemes es recitaven i coneixien a l'Atenes del segle V a. C. Plató la va anomenar la desena musa. Dionís d'Halicarnàs la nomenarà com el millor exponent de la lírica. Més tard, a Roma, els poetes llatins lloen els seus poemes. La seva poesia va servir de font d'inspiració a poetes, com els llatins Catulo i Horaci. A partir de l'època alexandrina es va intentar conservar la seva obra i descobrir-ne de noves. Catulo dirigeix els seus poemes a la seva estimada Lèsbia, en clara al·lusió, i utilitzarà l'estrofa sàfica a la seva poesia. El discurs de Ciceró contra Verres, acusat de robar un bust de Safo, mostra també la seva popularitat.
A partir de finals del segle xvi l'endecasíl·lab sàfic va començar a utilitzar-se com a estrofa independent, així és usat per Luis de Góngora en la Fábula de Polifemo y Galatea.

### En el Romanticisme

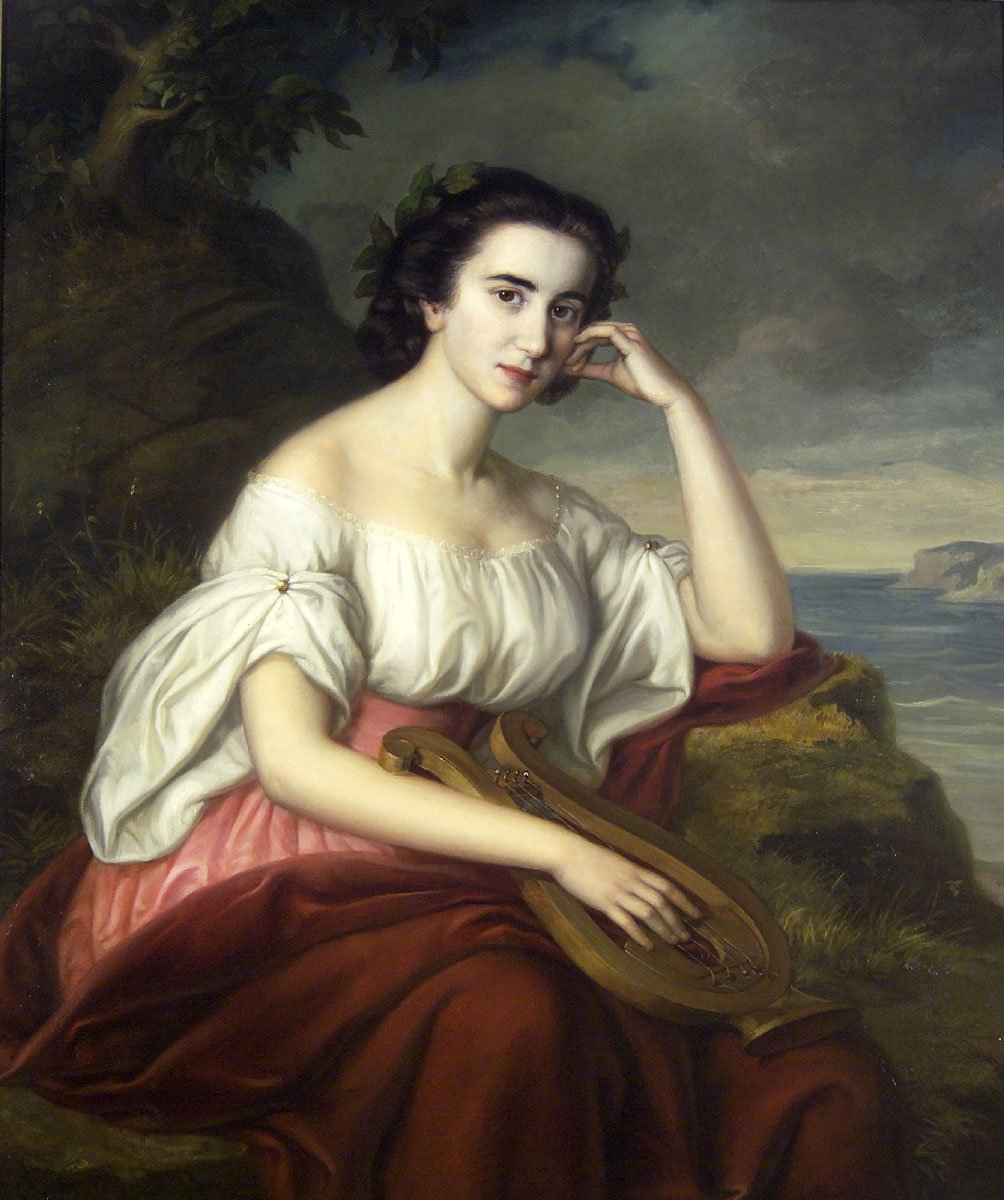
Safo, per Soma Orlai Petrich (c. 1860)

El 1840 es va estrenar al Teatre del Circ de Madrid l'òpera Saffo de Giovanni Pacini, que va donar lloc a una semblança de la poeta pel Setmanari Pintoresc Espanyol, que va contribuir a popularitzar la seva figura. La imatge d'una heroïna romàntica que se suïcidava per amor va ser àmpliament difosa en el Romanticisme. Les escriptores romàntiques s'hi van escudar per validar l'autoria femenina, Gertrudis Gómez de Avellaneda, que li dedica una estampa literària a la seva sèrie Galería de mujeres ilustres, Carolina Coronado en els seus Cantos de Safo, en què volia recuperar la seva memòria i Rogelia León en un poema en què el jo líric és Safo lamentant-se de la predilecció que els homes mostren cap a les dones belles i sense talent. La dramaturga Maria Rosa Gálvez va escriure una tragèdia en què recreava els últims moments de la poeta abans del seu suïcidi.

### Al segle XX
Amb les aportacions dels papirs trobats a finals del segle xix i segle xx, Safo torna a ser llegida. Així Hilda Doolittle i Ezra Pound la van utilitzar com a model de concisió pròpia de l'imaginisme. Doolittle va escriure en fragments a la manera sàfica. A Itàlia va servir com a model per als poetes hermètics, que buscaven l'essencialitat en la poesia. L'edició canònica dels poetes lesbis va ser publicada el 1955 per Edgar Lobel i Denys Page: Poetarum lesbiorum fragmenta. Aquesta edició i traducció va conformar una visió diferent de la poeta. Va perdre la llegenda per convertir-se en una autora real.

### Safo en català
Hi ha tres traduccions modernes de Safo publicades en català, ara per ara, més algunes traduccions de poemes dispersos i algun manuscrit de principis de segle:
- Safo. Cants. Introducció, traducció i notes de Maria Rosa Llabrés Ripoll. 2006 Barcelona: Edicions de la Magrana: RBA, 2006. ISBN 9788478717101.
- Safo. Obra completa. Traducció de Manuel Balasch. Barcelona: Edicions 62, 1973, reeditat el 1985. ISBN 9788429708752.
- I desitjo i cremo. Poesies incompletes. Safo de Lesbos. Traducció d'Eloi Creus i epíleg de Maria Callís. Edicions Proa, Barcelona, 2022.[12]
- Una traducció primerenca, en manuscrit, de Carles Riba (vegeu a sota llibres relacionats o estudis).

Antologada o poemes dispersos en:
- Maleïdes les guerres. Poesia universal de tots els temps sobre els desastres de la guerra. Tria de Jordi Cornudella, traducció del fragment 16 de Safo de Jordi Cornudella (Barcelona: Edicions 62 / Empúries, 2003). ISBN 9788429753462.
- "Quatre poemes antics", traducció d'un poema de Safo de Jordi Cornudella. Revista de Girona, Núm. 182, maig-juny 1997.
- Pòrtulas, Jaume (2018). “Safo “nova” i “novíssima””, Reduccions, revista de poesia 110, pp: 70-95.

### Llibres relacionats o estudis
- Les germanes de Safo. Antologia de poetes hel·lenístiques. Poesia de la mateixa època, feta per dones o sobre dones. Introducció, notes, selecció i traducció de Maria Àngels Anglada (Barcelona: La Magrana, 2000). ISBN 9788474109993.
- "Safo, Lèsbia i els ocis de Catul", de Jordi Cornudella. Reduccions, revista de poesia (Universitat de Vic, Eumo), 2003, Núm. 77, pp. 83-104.
- "Una traducció primerenca de Safo per Carles Riba (I)", Actes de l'XIè Simposi d'Estudis Clàssics (Andorra-La Seu, 20-23 d'octubre de 1993), Andorra 1996, p. 671-676; i "Una traducció primerenca de Safo per Carles Riba (II)" (pdf), de Ramon Tomé i Teixidó, Faventia. Revista de Filologia Clàssica (UAB) 19/1, 1997, pp. 109-119.
- Neri, Camillo et Cinti, Federico (2017). Saffo, testimonianze e frammenti: Introduzione, testo critico, traduzione e commento. Foschi Editore.
- Bernabé, Alberto et Rodríguez, Helena (1994). Poetisas griegas. Ediciones Clásicas, Madrid.